# Aruba na Letnich Igrzyskach Olimpijskich 2016
Arubę na Letnich Igrzyskach Olimpijskich 2016, które odbyły się w Rio de Janeiro, reprezentowało 4 zawodników – 3 mężczyzn i 4 kobiety.
Był to Ósmy start reprezentacji Aruby na letnich igrzyskach olimpijskich.

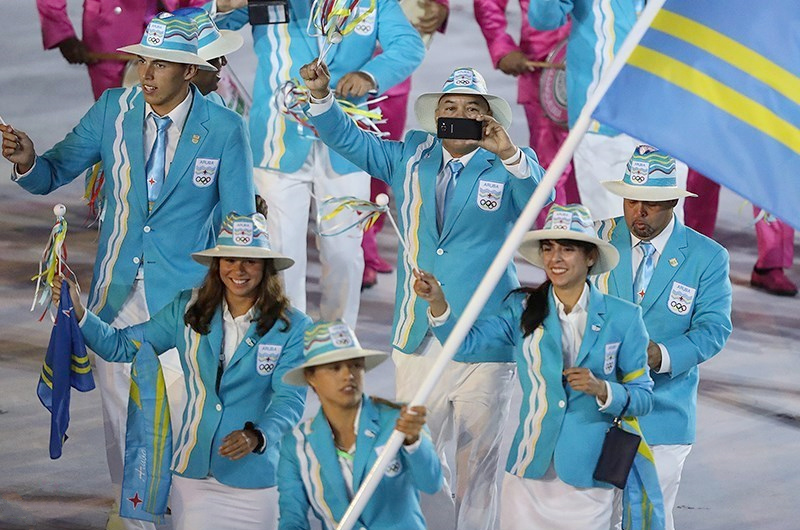
Reprezentacja Aruby podczas ceremonii otwarcia Letnich Igrzysk Olimpijskich 2016

## Reprezentanci

### Judo
Mężczyźni
| Zawodnik   | Konkurencja | 1/32             | 1/16              | 1/8              | Ćwierćfinał      | Półfinał         | Repasaż          | Finał/BM | Finał/BM |
| Zawodnik   | Konkurencja | Przeciwnik Wynik | Przeciwnik Wynik  | Przeciwnik Wynik | Przeciwnik Wynik | Przeciwnik Wynik | Przeciwnik Wynik | Miejsce  |          |
| ---------- | ----------- | ---------------- | ----------------- | ---------------- | ---------------- | ---------------- | ---------------- | -------- | -------- |
| Jayme Mata | - 66 kg     | Mahit W 100-000  | Sobirov P 000–100 | NQ               | NQ               | NQ               | NQ               | NQ       |          |

### Pływanie
Mężczyźni
| Zawodnik         | Konkurencja    | Eliminacje | Eliminacje | Półfinał | Półfinał | Finał    | Finał   |
| Zawodnik         | Konkurencja    | Rezultat   | Pozycja    | Rezultat | Pozycja  | Rezultat | Pozycja |
| ---------------- | -------------- | ---------- | ---------- | -------- | -------- | -------- | ------- |
| Mikel Schreuders | 200 m dowolnym | 1:55,10    | 45.        | NQ       | NQ       | NQ       | NQ      |

Kobiety
| Zawodniczka    | Konkurencja   | Eliminacje | Eliminacje | Półfinał | Półfinał | Finał    | Finał   |
| Zawodniczka    | Konkurencja   | Rezultat   | Pozycja    | Rezultat | Pozycja  | Rezultat | Pozycja |
| -------------- | ------------- | ---------- | ---------- | -------- | -------- | -------- | ------- |
| Allyson Ponson | 50 m dowolnym | 26,00      | 45.        | NQ       | NQ       | NQ       | NQ      |

### Taekwondo
Kobiety
| Zawodniczka     | Konkurencja | 1/8                 | Ćwierćfinał         | Półfinał            | Repasaż             | Finał/BM            | Finał/BM |
| Zawodniczka     | Konkurencja | Przeciwniczka Wynik | Przeciwniczka Wynik | Przeciwniczka Wynik | Przeciwniczka Wynik | Przeciwniczka Wynik | Pozycja  |
| --------------- | ----------- | ------------------- | ------------------- | ------------------- | ------------------- | ------------------- | -------- |
| Monica Pimentel | - 49 kg     | Aziez P 1-2         | NQ                  | NQ                  | NQ                  | NQ                  | NQ       |

### Żeglarstwo
Kobiety
| Zawodniczka           | Konkurencja  | Wyścig | Wyścig | Wyścig | Wyścig | Wyścig | Wyścig | Wyścig | Wyścig | Wyścig | Wyścig | Wyścig | Punkty | Finałowa pozycja |
| Zawodniczka           | Konkurencja  | 1      | 2      | 3      | 4      | 5      | 6      | 7      | 8      | 9      | 10     | M      | Punkty | Finałowa pozycja |
| --------------------- | ------------ | ------ | ------ | ------ | ------ | ------ | ------ | ------ | ------ | ------ | ------ | ------ | ------ | ---------------- |
| Philipine van Aanholt | Laser Radial | 24     | 21     | 18     | 32     | 27     | 27     | 21     | 19     | 24     | 26     | NQ     | 206    | 28.              |

Mieszane
| Zawodnicy                          | Konkurencja | Wyścig | Wyścig | Wyścig | Wyścig | Wyścig | Wyścig | Wyścig | Wyścig | Wyścig | Wyścig | Wyścig | Wyścig | Wyścig | Punkty | Finałowa pozycja |
| Zawodnicy                          | Konkurencja | 1      | 2      | 3      | 4      | 5      | 6      | 7      | 8      | 9      | 10     | 11     | 12     | M      | Punkty | Finałowa pozycja |
| ---------------------------------- | ----------- | ------ | ------ | ------ | ------ | ------ | ------ | ------ | ------ | ------ | ------ | ------ | ------ | ------ | ------ | ---------------- |
| Nicole van der Velden Thijs Visser | Nacra 17    | 15     | 18     | 1      | 15     | 14     | 1      | 19     | 17     | 10     | 16     | 16     | 14     | NQ     | 135    | 16.              |